# En gycklares berättelser
Daniel Börtz componeerde zijn blokfluitconcert En gycklares berättelser in 1999-2000. Het werk kwam tot stand na bezoeken aan concerten waar virtuosi Michala Petri en Dan Laurin speelden. Zij speelden daarbij niet alleen het geijkte repertoire voor de klassieke blokfluit, maar ook modernere werken, die soms ook speciaal voor hen waren gecomponeerd. Börtz is bevriend met het Koninklijk Filharmonisch Orkest van Stockholm en kreeg  dan ook geld van hen om een blokfluitconcert op papier te zetten.

## Muziek
De titel van het werk En gycklares berättelser (Het verhaal van een clown) geeft al een indicatie van de stemming van de compositie. Het werk begint met een opening in de strijkerssectie. Het is niet een vloeiend begin; de muzikale zin is verbrokkeld. Na vier "valse starten" komt de strijkersgroep op gang met een muzieklijn, die zomaar door John Adams gecomponeerd had kunnen zijn. De strijkers bewegen om elkaar heen in een eeuwige strijd. Als eerste proberen de houtblazers de lijn te onderbreken, maar pas als koperblazers en slagwerk mee gaan spelen, wordt de muzieklijn gestopt. Daarna volgt een korte pauze, waarna de solist op een sopraninoblokfluit zijn/haar eerste tonen laat horen. Een schijnbaar toonhoogteloze pieptoon zet de stemming voor het vrolijke vervolg van het werk. 
De stemming slaat om in de tweede sectie. Vrolijkheid slaat om in melancholie en droefheid. De solist is dan omgeschakeld naar de lager en voller klinkende tenorblokfluit en/of altblokfluit. In deze tweede sectie zit ook de cadenza, waarbij de nadruk niet ligt op de vingervlugheid, maar op de embouchure-techniek. Er worden door toepassing van intonatieverschillen op die manier glissandi en microtonen gespeeld, terwijl een blokfluit die mogelijkheid van nature niet heeft. Na de cadenza start de solist zoals de strijkers in sectie 1 zijn begonnen.
Het blokfluitconcert bestaat uit één deel, maar de verschillen zijn nadrukkelijk te horen. Zo sterft sectie 1 weg door een algemeen decrescendo, terwijl sectie 2 vrijwel direct begint met een crescendo in de dan stille orkestgroepen. Het slot lijkt gecomponeerd voor het platenlabel, waarop de opnamen zijn uitgegeven. BIS Records staat erom bekend, dat zijn compact discs nog een aantal seconden doorlopen, terwijl de muziek met al haar nagalm etc. volledig is uitgestorven. De solist speelt tot slot namelijk een aanloop tot de werkelijke slotnoot. Deze aanloop wordt zachter en wordt steeds onderbroken. Zonder hoofdtelefoon is de slotnoot nauwelijks hoorbaar, een laatste grap van de componist/solist/clown.

## Orkestratie
De blokfluit is een instrument met een beperkte dynamiek, toch staat tegenover de solist een heel symfonieorkest. De solist speelt nauwelijks met het orkest samen, wel met solisten uit het orkest, zoals met de cellist in de slotpassage. De orkestratie:
- 2 dwarsfluiten, 2 hobo's, 2 klarinetten, 2 fagotten
- 2 hoorn, 2 trompetten, 2 trombones, 1 tuba
- 1 paukenist; 4 slagwerkers
- strijkorkest

## Bron en discografie
- Uitgave BIS Records: Stockholm Filharmonisch Orkest o.l.v. Alan Gilbert, solist Dan Laurin BIS-CD-1425